# Japanese Academy Award/Bester ausländischer Film
Seit der ersten Verleihung 1978 werden bei den Japanese Academy Awards die besten nicht-japanischen Filme in der Kategorie Bester ausländischer Film (jap. 最優秀外国作品賞 sai yūshū gaikoku sakuhin shō) geehrt.
Die Filme sind nach dem Jahr der Verleihung aufgeführt.

## Preisträger und Nominierte

### 1978–1979
| Jahr | Film                    | Nominierungen                                                                        |
| 1978 | Rocky                   | Das Irrlicht Reise der Verdammten Schlappschuss Network                              |
| 1979 | Gewalt und Leidenschaft | Am Wendepunkt Der Untermieter Krieg der Sterne Unheimliche Begegnung der dritten Art |

### 1980–1989
| Jahr | Film                       | Nominierungen                                                                                                  |
| 1980 | Die durch die Hölle gehen  | Der Holzschuhbaum Die Wanderschauspieler Der Champ Tag der Entscheidung                                        |
| 1981 | Kramer gegen Kramer        | Hinter dem Rampenlicht Apocalypse Now Tess Manhattan                                                           |
| 1982 | Die Blechtrommel           | Ein jeglicher wird seinen Lohn empfangen… Der Elefantenmensch Willkommen Mr. Chance Eine ganz normale Familie  |
| 1983 | E.T. – Der Außerirdische   | Das Boot Die Stunde des Siegers Am goldenen See Rocky III – Das Auge des Tigers                                |
| 1984 | Ein Offizier und Gentleman | Die Frau nebenan Flashdance Gandhi Sophies Entscheidung                                                        |
| 1985 | Es war einmal in Amerika   | Indiana Jones und der Tempel des Todes Der Unbeugsame Der Stoff, aus dem die Helden sind Zeit der Zärtlichkeit |
| 1986 | Amadeus                    | Cotton Club The Killing Fields – Schreiendes Land Reise nach Indien Der einzige Zeuge                          |
| 1987 | Zurück in die Zukunft      | Aliens – Die Rückkehr A Chorus Line Die Farbe Lila Jenseits von Afrika                                         |
| 1988 | Platoon                    | Hannah und ihre Schwestern Stand By Me Top Gun The Untouchables – Die Unbestechlichen                          |
| 1989 | Der letzte Kaiser          | Eine verhängnisvolle Affäre Full Metal Jacket Mondsüchtig Wall Street                                          |

### 1990–1999
| Jahr | Film                   | Nominierungen                                                                                  |
| 1990 | Stirb langsam          | Black Rain Indiana Jones und der letzte Kreuzzug Die Indianer von Cleveland Rain Man           |
| 1991 | Feld der Träume        | Stirb langsam 2 Ghost – Nachricht von Sam Cinema Paradiso Die totale Erinnerung – Total Recall |
| 1992 | Der mit dem Wolf tanzt | Zeit des Erwachens Nikita Das Schweigen der Lämmer Terminator 2 – Tag der Abrechnung           |
| 1993 | JFK – Tatort Dallas    | Der Liebhaber Basic Instinct Bodyguard Eine Klasse für sich                                    |
| 1994 | Jurassic Park          | Cliffhanger – Nur die Starken überleben Auf der Flucht Zwischen Himmel und Hölle Erbarmungslos |
| 1995 | Schindlers Liste       | Pulp Fiction Speed True Lies – Wahre Lügen Das Piano                                           |
| 1996 | Die Verurteilten       | Apollo 13 Die Brücken am Fluss Forrest Gump Léon – Der Profi                                   |
| 1997 | Der Postmann           | Independence Day Mission: Impossible Sieben 12 Monkeys                                         |
| 1998 | Titanic                | Air Force One Der englische Patient Sieben Jahre in Tibet (1997) Shine – Der Weg ins Licht     |
| 1999 | L.A. Confidential      | Armageddon Besser geht’s nicht Good Will Hunting Der Soldat James Ryan                         |

### 2000–2009
| Jahr | Film                        | Nominierungen |
| 2000 | The Sixth Sense             | Elizabeth Matrix Shakespeare in Love Das Leben ist schön                                                                  |
| 2001 | Dancer in the Dark          | American Beauty Gladiator The Green Mile Swiri                                                                            |
| 2002 | Billy Elliot – I Will Dance | A.I. – Künstliche Intelligenz Chocolat – Ein kleiner Biss genügt Harry Potter und der Stein der Weisen Nashan naren nagou |
| 2003 | Monster’s Ball              | Gangs of New York Harry Potter und die Kammer des Schreckens Ich bin Sam Der Herr der Ringe: Die Gefährten                |
| 2004 | Der Pianist                 | Chicago The Hours – Von Ewigkeit zu Ewigkeit Der Herr der Ringe: Die zwei Türme My Sassy Girl                             |
| 2005 | Last Samurai                | Der Herr der Ringe: Die Rückkehr des Königs Mystic River Seabiscuit – Mit dem Willen zum Erfolg Troja                     |
| 2006 | Million Dollar Baby         | Charlie und die Schokoladenfabrik Das Comeback Das Phantom der Oper Star Wars: Episode III – Die Rache der Sith           |
| 2007 | Flags of Our Fathers        | L.A. Crash The Da Vinci Code – Sakrileg Pirates of the Caribbean – Fluch der Karibik 2 Hotel Ruanda                       |
| 2008 | Letters from Iwo Jima       | Dreamgirls Babel Hairspray Das Bourne Ultimatum                                                                           |
| 2009 | The Dark Knight             | Das Beste kommt zum Schluss Red Cliff No Country for Old Men Gefahr und Begierde                                          |

### 2010–2019
| Jahr | Film                                | Nominierungen |
| 2010 | Gran Torino                         | Der fremde Sohn Chi bi xia: Jue zhan tian xia Slumdog Millionär The Wrestler – Ruhm, Liebe, Schmerz                                |
| 2011 | Avatar – Aufbruch nach Pandora      | Inception Tödliches Kommando – The Hurt Locker Invictus – Unbezwungen Toy Story 3                                                  |
| 2012 | The King’s Speech                   | Die Kunst zu gewinnen – Moneyball The Social Network Black Swan Planet der Affen: Prevolution                                      |
| 2013 | The Intouchables                    | Argo The Dark Knight Rises The Girl with the Dragon Tattoo Skyfall                                                                 |
| 2014 | Les Misérables                      | 3 Idiots Captain Phillips Django Unchained Gravity                                                                                 |
| 2015 | Die Eiskönigin – Völlig unverfroren | Interstellar Jersey Boys Herz aus Stahl Godzilla                                                                                   |
| 2016 | American Sniper                     | Kingsman: The Secret Service Whiplash Mad Max: Fury Road James Bond 007: Spectre                                                   |
| 2017 | Sully                               | Der Marsianer – Rettet Mark Watney Zoomania Star Wars: Das Erwachen der Macht The Revenant – Der Rückkehrer                        |
| 2018 | La La Land                          | Dunkirk Hidden Figures – Unerkannte Heldinnen Die Schöne und das Biest Die Erfindung der Wahrheit                                  |
| 2019 | Bohemian Rhapsody                   | Greatest Showman Shape of Water – Das Flüstern des Wassers Three Billboards Outside Ebbing, Missouri Mission: Impossible – Fallout |

### 2020–heute
| Jahr | Film                                           | Nominierungen                                                                             |
| 2020 | Joker                                          | Yesterday Green Book – Eine besondere Freundschaft The Mule Once Upon a Time in Hollywood |
| 2021 | Parasite                                       | Star Wars: Der Aufstieg Skywalkers Le Mans 66 – Gegen jede Chance 1917 Tenet              |
| 2022 | James Bond 007: Keine Zeit zu sterben          | Dune Minari – Wo wir Wurzeln schlagen Nomadland Tailor                                    |
| 2023 | Top Gun: Maverick                              | RRR Avatar: The Way of Water CODA Spider-Man: No Way Home                                 |
| 2024 | Mission: Impossible – Dead Reckoning Teil Eins | Killers of the Flower Moon Barbie Im Taxi mit Madeleine Tár                               |
| 2025 | Oppenheimer                                    | Poor Things The Zone of Interest Civil War Laapataa Ladies                                |